# つくば市立柳橋小学校
つくば市立柳橋小学校（つくばしりつやぎはししょうがっこう）とは、茨城県つくば市柳橋にある市立の小学校である。
東日本大震災では、つくば市立の幼稚園・小学校・中学校の中で唯一、校舎の被災を免れた。

## 沿革
- 1876年9月10日 柳橋小学校設立
- 1911年7月1日 柳橋尋常小学校と改称
- 1914年 柳橋農業補習学校を併設[2]
- 1941年4月1日 葛城第二国民学校に改称
- 1947年4月1日 葛城第二小学校に改称
- 1955年3月30日 谷田部町立柳橋小学校に改称
- 1987年11月3日 つくば市立柳橋小学校と改称
- 1994年1月29日 新校舎完成

## 所在地
- 茨城県つくば市柳橋360

## 学校区
つくば市の以下の地区
- 平、大白硲、柳橋、新井、山中、御幸が丘、大わし、八幡台